# Saint-Médard, Deux-Sèvres
Saint-Médard är en kommun i departementet Deux-Sèvres i regionen Nouvelle-Aquitaine i västra Frankrike. Kommunen ligger i kantonen Celles-sur-Belle som tillhör arrondissementet Niort. År 2018 hade Saint-Médard 106 invånare.

## Befolkningsutveckling
Antalet invånare i kommunen Saint-Médard
| Referens: INSEE |